# Stefano Benzi
Stefano Benzi (Genova, 30 aprile 1965) è un telecronista sportivo, conduttore radiofonico e conduttore televisivo italiano.

## Carriera
Iniziò la sua carriera da giornalista alla fine degli anni ottanta, lavorando per alcune radio ed emittenti televisive liguri. A metà degli anni novanta si trasferì nel gruppo Eurosport e collaborò con Telepiù, commentando alcune partite di calcio di Serie A e Serie B. Nel 2004 passò a Sportitalia, emittente per la quale creò e curò il programma WWE News fino al 2009.

## Opere
- Stefano Benzi, FIVE KNUCKLE SHUFFLE. JOHN CENA - Romanzi Mursia, 2007 ISBN 978-8842535638

## Riconoscimenti
- 2010 - Ordine Nazionale Cavalieri dello Sport, con il patrocinio del CSEN, del titolo di Cavaliere dello Sport.[1]